# 丘陵老鹳草
丘陵老鹳草（学名：Geranium collinum）为牻牛儿苗科老鹳草属的植物。分布于東部、西亚、中亚、中欧以及中国大陆的新疆等地，生长于海拔2,200米至3,500米的地区，常生于山地森林草甸、亚高山以及高山，目前尚未由人工引种栽培。

## 异名
- Geranium saxatile Kar. et Kir.